# Instituto de Física Teórica UAM/CSIC
El Instituto de Física Teórica UAM/CSIC (IFT) es un centro mixto perteneciente al Consejo Superior de Investigaciones Científicas (CSIC) y a la Universidad Autónoma de Madrid (UAM), España, dedicado a la investigación científica en el área de la Física Teórica, principalmente en Física de Partículas Elementales, Física de Astropartículas y Cosmología.
El Instituto nació con vocación de convertirse en un centro de referencia europeo en su área de investigación. Esa voluntad se materializa en la organización de numerosas reuniones científicas, entre las que cabe destacar la Conferencia Mundial de Teoría de Cuerdas del año 2007.

## Breve historia
El IFT se gestó en el año 1994 cuando equipos de investigación consolidados pertenecientes a la UAM y al CSIC decidieron sumar esfuerzos con objeto de generar sinergias y adquirir la masa crítica necesaria para desempeñar un papel relevante en el escenario internacional de la investigación en el área. El proceso de creación del Instituto pasó por varias fases intermedias: Primero se creó un Instituto Universitario de la UAM del mismo nombre (abril de 1996) que posteriormente se adscribió al CSIC como unidad asociada (23 de abril de 1998). El 31 de octubre de 2001 la Junta de gobierno del CSIC aprobó su constitución como Instituto mixto. El convenio de colaboración para la creación del Instituto fue firmado por ambas instituciones el 13 de junio de 2002. El 10 de octubre de 2003 el Instituto recibió la notificación de puesta en marcha efectiva.